# Parque nacional de Phú Quốc
El Parque nacional de Phu Quoc (en vietnamita: Vườn quốc gia Phú Quốc) es un parque nacional en la isla Phu Quoc, en la provincia de Kien Giang de la región del delta del río Mekong, en Vietnam. Este parque incluye tierras y zonas marítimas, protegiendo a especies oceánicas como el Dugongo. Este parque fue establecido por la Decisión número 91/2001/QĐ-TTg de fecha 8 de junio de 2001 firmada por el primer ministro de Vietnam, que elevó la zona de preservación de las islas de Phu Quoc del norte al estatus de parque nacional de Phu Quoc.